# Lavik og Brekke kommun
Lavik og Brekke kommun (norska: Lavik og Brekke kommune) var en kommun i Sogn og Fjordane fylke i västra Norge.  Kommunen omfattade den västra delen av nuvarande Høyangers kommun (Laviks socken) samt den östra delen av nuvarande Gulens kommun.  Byn Lavik utgjorde kommunens centralort.

## Administrativ historik
Lavik og Brekke kommun upprättades 1861 genom en sammanslagning av de tidigare kommunerna Lavik och Brekke. Kommunen hade 1 824 invånare vid upprättandet.
Den 1 januari 1875 överfördes ett bebott område (med 90 invånare) från Kyrkjebø kommun (Klævolds kommun) till Lavik og Brekke kommun.
Den 1 januari 1905 delades kommunen i två och de båda tidigare kommunerna Laviks respektive Brekke återupprättades. Kommunen hade vid delningen totalt 2 164 invånare.